# Lufeh
Luís Fernando Pereira, mais conhecido como Lufe ou Lufeh (São Paulo, 2 de dezembro de 1972) é um baterista brasileiro, conhecido por suas atuações com a banda de rock cristão Oficina G3.

## Biografia
Nascido em São Paulo, Lufeh viveu os primeiros oito anos de sua vida na capital paulista, sendo que nessa idade sua família se mudou para Iguape, cidade onde estudou música com Wilson Grimaldi. Voltando para São Paulo em 1992, conheceu Fuca, na época baterista do Katsbarnea, que o convidou para tocar com a banda. No Katsbarnea, Lufeh gravou duas canções do disco Cristo ou Barrabás.
Em 1993, conhece os músicos Déio e Duca Tambasco, e com eles funda a banda Anno Domini. Na mesma época, recebeu um convite para trabalhar com Rod Mayer, e depois atuou como baterista do grupo Renascer Praise, gravando cinco discos com a banda. Até 2000, também atuou como roadie, trabalhando com a banda Resgate e Oficina G3.
Em 2000, se tornou integrante da banda Patmus, lançando o álbum Aperte o Play, até que, com a saída de Walter Lopes do Oficina G3 foi convidado a participar do grupo, atuando como músico freelancer. Na Oficina G3, gravou dois discos, Humanos, lançado em 2002 e Além do que os Olhos Podem Ver, de 2005. Por conta de problemas pessoais de Lufe, o Oficina G3 passou a trabalhar com Alexandre Aposan.
Além de estar em bandas cristãs, Lufeh também trabalhou com Nelson Ned, Mara Maravilha, Jimena, PG, Adhemar de Campos, Abraham Laboriel, Phil Driscoll, entre outros.
Em 2008, lançou Drummed on Classics, seu primeiro trabalho solo. Na obra, o baterista uniu elementos do rock com a música erudita. O álbum, distribuído em DVD foi gravado ao vivo e teve a participação de Duca Tambasco e Téo Dornellas.
Em 2020, Lufeh lançou seu segundo disco solo, chamado Luggage Falling Down, gravado em colaboração com Duca Tambasco, Téo Dornellas e Geraldo Penna. Em 2022, participou da turnê de reunião da Oficina G3 e seguiu como baterista da banda nos anos seguintes.

## Discografia
Solo
- 2008: Drummed on Classics
- 2020: Luggage Falling Down

Como músico convidado
- 1993: Cristo ou Barrabás - Katsbarnea
- 1996: Deus é Fiel - Renascer Praise
- 1997: Conquista - Renascer Praise
- 1998: Tributo ao Deus de Amor - Renascer Praise
- 1999: A Pesca - Renascer Praise
- 2000: Aperte o Play - Patmos
- 2002: Não Há Impossíveis - RM6
- 2002: Liberdade - Cusm
- 2002: Humanos - Oficina G3
- 2004: Canta Zona Sul - Vários artistas
- 2004: Novos Rumos - Déio Tambasco
- 2005: Além do que os Olhos Podem Ver - Oficina G3
- 2008: Do Calabouço ao Palácio - Téo Dornellas
- 2012: Garcia's praise - Ricardo Garcia
- 2024: Humanos Tour - Oficina G3